# Vitinha (Fußballspieler, 1986)
Vitinha (* 11. Februar 1986 in Guimarães; bürgerlich Vítor Tiago de Freitas Fernandes) ist ein portugiesischer Fußballspieler. Seit Anfang 2012 spielt der Außenverteidiger in der bulgarischen A Grupa bei Ludogorez Rasgrad.

## Karriere
Vitinha begann seine Karriere beim SC Maria da Fonte. Im Jahr 2006 wechselte Vitinha für 30.000 Euro in die rumänischen Liga 1 zu CFR Cluj. Am 17. März 2007 gab er sein Debüt in der Liga 1, als er beim 2:0-Sieg gegen Jiul Petroșani spielte. 2007 wurde er an CS Otopeni verliehen. Nach zwei Saisons kehrte er wieder zu CFR Cluj zurück. Im Sommer 2010 wurde er für ein Jahr an Unirea Alba Iulia ausgeliehen. Nach seiner Rückkehr wurde sein Vertrag in Cluj im Sommer 2010 nicht verlängert. Er war ein halbes Jahr ohne Verein, ehe ihn Anfang 2011 Otopeni unter Vertrag nahm. Dort kam er in der Liga II nur selten zum Einsatz. Im Sommer 2011 wechselte er zu Erstligist CS Concordia Chiajna.
Anfang 2012 erhielt Vitinha ein Angebot des bulgarischen Tabellenführers Ludogorez Rasgrad und wechselte in die A Grupa. Dort kam er nur selten zum Einsatz, konnte mit dem Klub aber bislang vier Meisterschaften und zwei Pokalsiege feiern.

## Erfolge
- Bulgarischer Meister: 2012, 2013, 2014, 2015, 2016
- Bulgarischer Pokalsieger: 2012, 2014